# نادي المالكية
نادي المالكية هو ناد بحريني محترف لكرة القدم مقره في المالكية. أحرز لقب بطل الدوري البحريني الممتاز عام 2017. لباس الفريق الرسمي هو الأخضر المخطط بالأصفر.

## تاريخ
تأسس نادي المالكية سنة 1967 م في المحافظة الشمالية، وأشهر تأسيسه في 28 يوليو 1968. انضم لعضوية الاتحاد البحريني لكرة القدم في عام 1973 م بموجب كتاب الموافقة المؤرخ بتاريخ 20/8/1973 م.

## التشكيلة الحالية
موسم 2020-21:

ملاحظة: تشير الأعلام إلى المنتخب الوطني على النحو المحدد في قواعد الأهلية للفيفا. قد يحمل اللاعبون أكثر من جنسية واحدة غير تابعة للفيفا.
| الرقم | البلد   | المركز | اللاعب          |
| ----- | ------- | ------ | --------------- |
| 50    | البحرين | حارس   | محمد جعفر مرهون |
| 44    | البحرين | حارس   |                 |
| 24    | البحرين | مدافع  | سيد احمد هاشم   |
| 12    | البحرين | مدافع  | علي جاسم        |
| 28    | تونس    | مدافع  | يسري العرفاوي   |
| 13    | البحرين | مدافع  | علي عاشور       |
| 14    | البحرين | مدافع  | محمد ميرزا      |
| 5     | البحرين | مدافع  | سيد هاشم عدنان  |
| 8     | البحرين | مدافع  | سلمان محمد      |
| 31    | البحرين | مدافع  | أحمد مسلم       |
| 15    | البحرين | مدافع  | أحمد حبيب       |
| 20    | البحرين | وسط    | حسين هرونة      |
| 4     | البحرين | وسط    | عمار حسن        |
| 6     | البحرين | وسط    | نواف عبدالله    |
| 2     | البحرين | وسط    | حسن عيسى        |

| الرقم | البلد    | المركز | اللاعب         |
| ----- | -------- | ------ | -------------- |
|       | البحرين  | وسط    | رياض ساعي      |
|       | البحرين  | وسط    | زهير درويش     |
|       | البحرين  | وسط    | عقيل حسن       |
| 19    | البحرين  | وسط    | سيد محمد جميل  |
|       | البحرين  | وسط    | محمد علي       |
| 34    | البحرين  | وسط    | محمد فرج       |
| 22    | البحرين  | مهاجم  | محمد مكي       |
| 10    | البحرين  | مهاجم  | حسن علي هلال   |
| 29    | البحرين  | مهاجم  | أحمد يوسف      |
| 16    | البحرين  | مهاجم  | علي السيد عيسى |
| 7     | البحرين  | مهاجم  | عيسى البري     |
| 11    | البرازيل | مهاجم  | لارسيو كوستا   |

## الألقاب والإنجازات
الدوري البحريني الممتاز
- البطل (1): 2016-17.[5]

## الطاقم الإداري

### المدربون
- هاشم السيد عبد الله ( أول مدرب للفريق )
- محمد زايد
- سليم مبارك
- إسماعيل سيد حسن ( أطول مدة تدريب في تاريخ النادي - 10 سنوات )
- خليفة حمدان
- ستيف
- فاروق محمد
- محمد عاشور
- ميرزا عبد الأمير
- مكي أحمد حسين
- يوسف عبد الله ناصر
- جراهام وليامز، الذي أوصل الفريق لنهائي كأس الأمير عام 1992.
- خليفة الزياني
- فاروق محمد صالح
- عيسى السيد حسن
- أحمد صالح الدخيل
- صباح عبد الحسن
- عباس فرحان
- عادل خضير
- أحمد رفعت

### رؤساء النادي
- الحاج أحمد علي محمد (أول رئيس)
- منصور العلوي (أطول مدد لرئيس مجلس الإدارة)
- حبيب السيد مكي
- محمد ناصر عبد محمد
- عبد الله منصور عبد محمد
- محمد علي فرحان
- جاسم عبد العال
- يوسف كاظم
- ناجي السيد سلمان
- صباح ربيع عبد الله
- إبراهيم سلمان الشاخوري
- عبد النبي جعفر بوحميد
- محمد عاشور كاظم بو حميد
- عبد الله أحمد حسان
- جاسم خليل مكي
- عبد الله مكي يوسف
- محمد حسن عبد الجبار
- علي حسن عبد الجبار
- عمران عبد الله عبد الوهاب
- حسين خميس عبد الله
- جاسم محمد الملاح
- عيسى علي الشاخوري
- نجم حبيب حسان
- عبد النبي مكي الغريب
- عيسى عبد الله حسين
- حمزة محمد علي
- مكي أحمد حسين
- علي منصور عبد الله
- سعيد منصور عبد الله
- إبراهيم محمد جاسم
- حسن محمد جاسم
- حسن عبد النبي بوحميد
- رضي محمد جاسم
- حسن عبد الأمير
- فردان حسن فردان
- محمد علي فردان
- محسن السيد علي
- علي منصور عباس
- عيسى عبد الرحيم يعقوب
- محمد عبد الله هلال
- محمد صالح يحي عبد الإله بوراشد
- مجتبى عقيل
- حسن حسان
- يعقوب يوسف كاظم
- محمود الشاخوري

## أشهر اللاعبين
أشهر لاعبي النادي الذين حظيوا بشرف تمثيل منتخب البحرين الأول فهم: الحارس مكي أحمد الذي كان احتياطي، الحارس حمود سلطان في دورة الخليج الخامسة ببغداد، مساعد مدرب الفريق الأول ومدرب الشباب السيد عيسى السيد حسن، والمدافع جاسم نصيف والمهاجم أحمد عبد الأمير الذي شارك في دورة الخليج 11 في الدوحة، واللاعب المهاجم سيد هادي حميد الذي شارك في دورة الخليج السابقة بالبحرين،الحارس سيد محمد سيد جعفر والمدافع سيد محمد سيد عدنان، علي السيد عيسى، حسن السيد عيسى.

## وصلات خارجية
- موقع النادي الرسمي